# Papil·la de Vater
El colèdoc o conducte biliar comú i el conducte de Wirsung o pancreàtic, i en formar l'ampul·la de Vater o hepatopancreàtica, perforen el costat medial de la segona porció del duodè obliquament, a uns 7 a 10 cm per sota del pílor, formant una estructura anomenada papil·la de Vater o carúncula major de Santorini o tubercle de Vater o papil·la duodenal.
El conducte de Santorini o pancreàtic accessori de vegades passa uns 2 cm per sobre i lleugerament per davant de la papil·la de Vater.